# Kino Mockba
Kino Mockba – trzeci album zespołu Koniec Świata, wydany w roku 2005, nakładem wydawnictw Lou & Rocked Boys / Rockers Publishing.

## Lista utworów
źródło:.
1. „Atomowe czarne chmury”
2. „Belfast”
3. „Granat w plecaku”
4. „Ulice miast”
5. „Siedem zwykłych dni”
6. „Black Russian”
7. „Kabaret przy głównej ulicy”
8. „Rozstrzelane myśli”
9. „Kino Mockba”
10. „Jeszcze wyżej”
11. „Dziewczyna z prowincji”
12. „Kości spod skóry”
13. „Mizeria”
14. „Jeszcze mamy rewolwery”

## Twórcy
źródło:.
- Jacek Stęszewski – śpiew, gitara, słowa
- Jacek Czepułkowski – gitara, śpiew
- Szymon Cirbus – trąbka
- Marek Mrzyczek – gitara basowa
- Piotr Połaniecki – perkusja

Gościnnie na płycie
- Adam Magiera – instrumenty klawiszowe
- Jan Gałach – skrzypce
- Konstanty Janiak – puzon
- Wojciech Kołek – saksofon
- Radosław Michalik – akordeon